# Пожелания счастья
«Пожелание счастья» — серия детских книг английской писательницы и художника Эммы Томсон. Книги включают в себя более 140 сборников рассказов, тетрадей, иллюстрированных книг и ежегодников. Популярность книг привела к выпуску журнала «Пожелания счастья» и сотен других продуктов .

## Краткое содержание
Серия рассказывает о фее по имени Фелисити и её друзьях Холли, Полли и Дейзи, к которым позже присоединится и Винни. Фелисити живёт в вымышленном сказочном городке под названием Литтл Блоссоминг. Мир фей во многом похож на мир людей, за несколькими ключевыми исключениями: здесь не стареют, не рождаются и не умирают (феи живут вечно), нет мужчин, животных тут не едят, нет денег, нет зла и преступлений.
В этих книгах Фелисити и её друзьям достается по одной паре крыльев, потому что они все ещё учатся в школе волшебников; феи, окончившие школу, получают двойные крылья. У Фелисити есть постоянная спутница, маленькая синяя птичка по имени Берти Дишз, единственный персонаж мужского пола во всей серии книг.

## Персонажи
- Фелисити — фея, главная героиня книг. Дружит со многими людьми, куда бы она ни пошла. Она блондинка, и её любимый цвет — розовый. Всегда носит много розового, и её визитной карточкой являются розово-белые полосатые колготки. В «Жуткой ночевке», 13-й книге, видно, что Фелисити не умеет готовить и может стать очень неуклюжей. Фелисити хочет стать Феей Дружбы, когда закончит школу.

- Холли — одна из подруг Фелисити. Она любит моду и прически, не обладая природным талантом, должна многому научиться. В 10-й книге «Party Pickle» выясняется, что любимый цвет Холли — красный. У неё длинные, прямые каштаново-каштановые волосы. Холли хочет стать рождественской феей, когда станет старше. Холли довольно драматична и иногда может немного выпендриваться. Кроме того, она любит есть пирожные со своими друзьями.

- Полли — подруга Фелисити. Очень умна и хороша практически во всем, но она никогда не бывает довольной собой. Полли — самая умная из подруг Фелисити; она уделяет больше внимания учителям и правильно отвечает на все задания. Полли любит зубы, поэтому она хочет стать Зубной феей, когда станет старше. Полли очень скромная, отзывчивая и добрая, у неё вьющиеся волосы.

- Дейзи — ещё одна подруга Фелисити. Дейзи увлекается цветами и не любит выходить на улицу в солнечные дни, потому что ей хочется поливать свои цветы.  Дейзи постоянно мечтает, даже на уроках в школе. Любимый цвет Дейзи — зелёный. Когда Дейзи закончит школу с двойными крыльями, она хотела бы стать Феей цветов. Дейзи отзывчива, добра и, кажется, довольно застенчива.

- Винни - появилась в серии в 2008 году. Хочет стать Феей приключений. Очень предприимчивая, смелая и любознательная к миру. Она побывала во всем сказочном мире.

## Журнал
Первый номер журнала вышел в 2007 году. Всего было выпущено 56 номеров. В каждом номере Фелисити изучала разные профессии: в первом номере — кондитера и тд. Эксклюзивная кукла Фелисити с шерстяными волосами была включена в первый выпуск, а костюмы для куклы были предоставлены в других выпусках. В выпуске № 2 была атласная розовая сумка с логотипом «Felicity Wishes», а в третьем выпуске была коробка для хранения журналов или книг. В последующих изданиях упоминались профессии, которые включали: «Журналист», «Стюардесса», «Архитектор», «Врач», «Декоратор», «Изобретатель» и «Шеф-повар»